# Каменный город (Пермский край)
Каменный город (Чёртово Городище, Черепахи) — скалы, ландшафтный геоморфологический памятник природы регионального значения недалеко от посёлка Шумихинский Губахинского района Пермского края площадью 30,0 га примерно в 180—200 километрах от Перми.

## Происхождение
Согласно легенде Каменный город раньше был настоящим городом, отличавшимся красотой, но дочь короля была слепа и не могла видеть красоту этого города. Колдун предложил королю излечить дочь, и, после его согласия, излечил принцессу, но превратил все улицы, дома и жителей в камень.
Считается, что Каменный город образовался в русле реки, которая протекала в этом месте миллионы лет назад, пробив своим течением подобие улиц и арок, что послужило названием памятника. В народе называют Чёртово Городище или Черепахи (из-за сходства с ними).

## Описание
Представляет собой останцы выветривания песчаников. Каменный город расположен на вершине хребта Рудянский спой Уральских гор и разделён на Большой и Малый города. Скальный массив из мелкозернистого кварцевого песчаника нижнего карбона, с глубокими трещинами от 8 до 12 метров, шириной 1—8 метров.
Останцы также имеют свои имена, данные, в основном, за сходство с тем или иным животным, например Черепаха, Пернатый Страж, Тюлень, Крыса.
Улицы, достигающие в длину 80 метров, также имеют названия, например Проспект, Площадь.

## Галерея

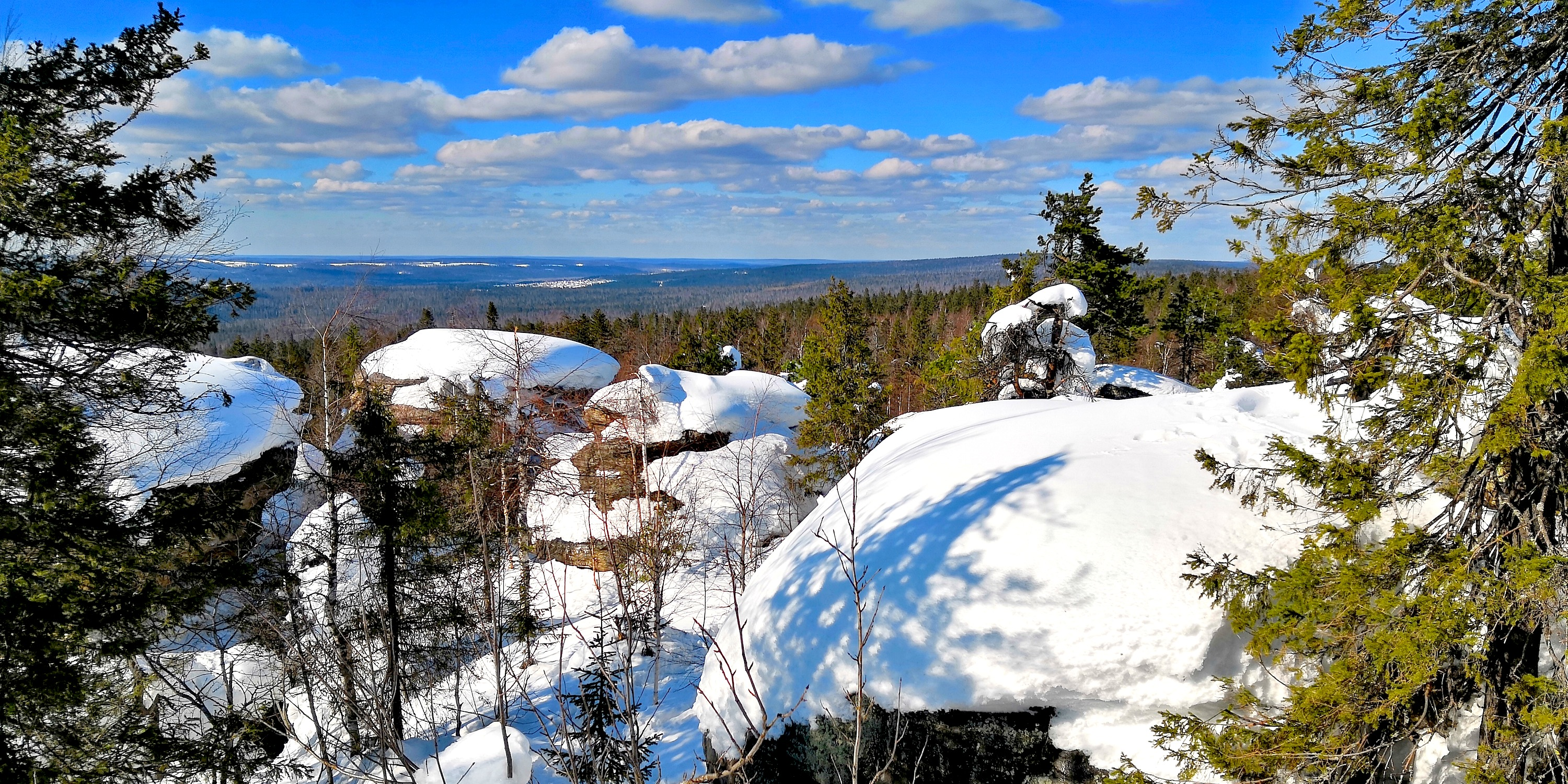
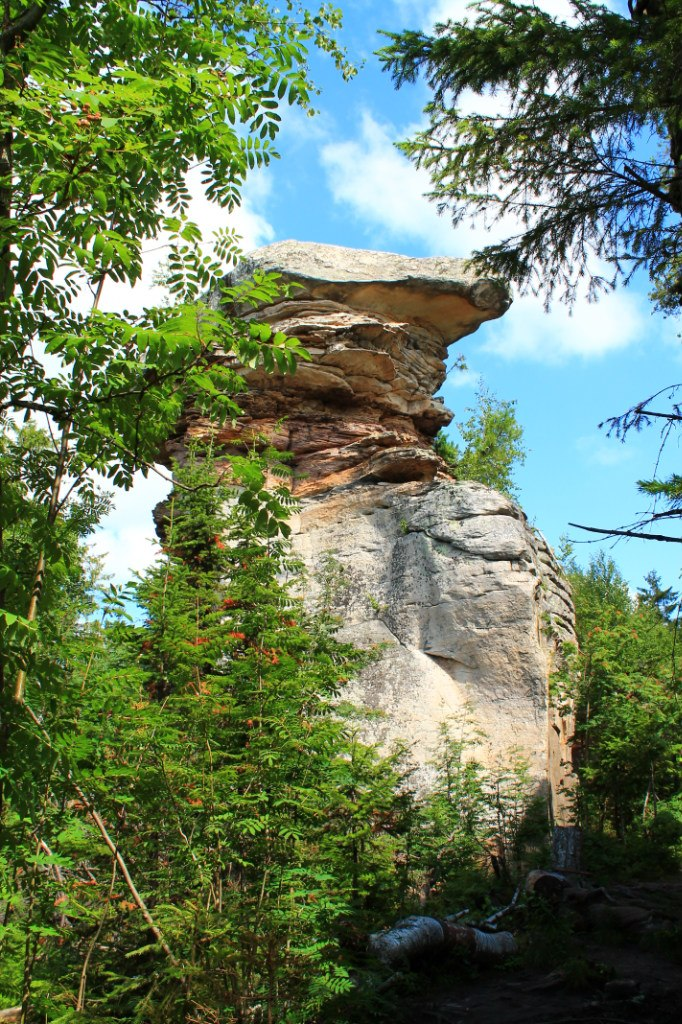
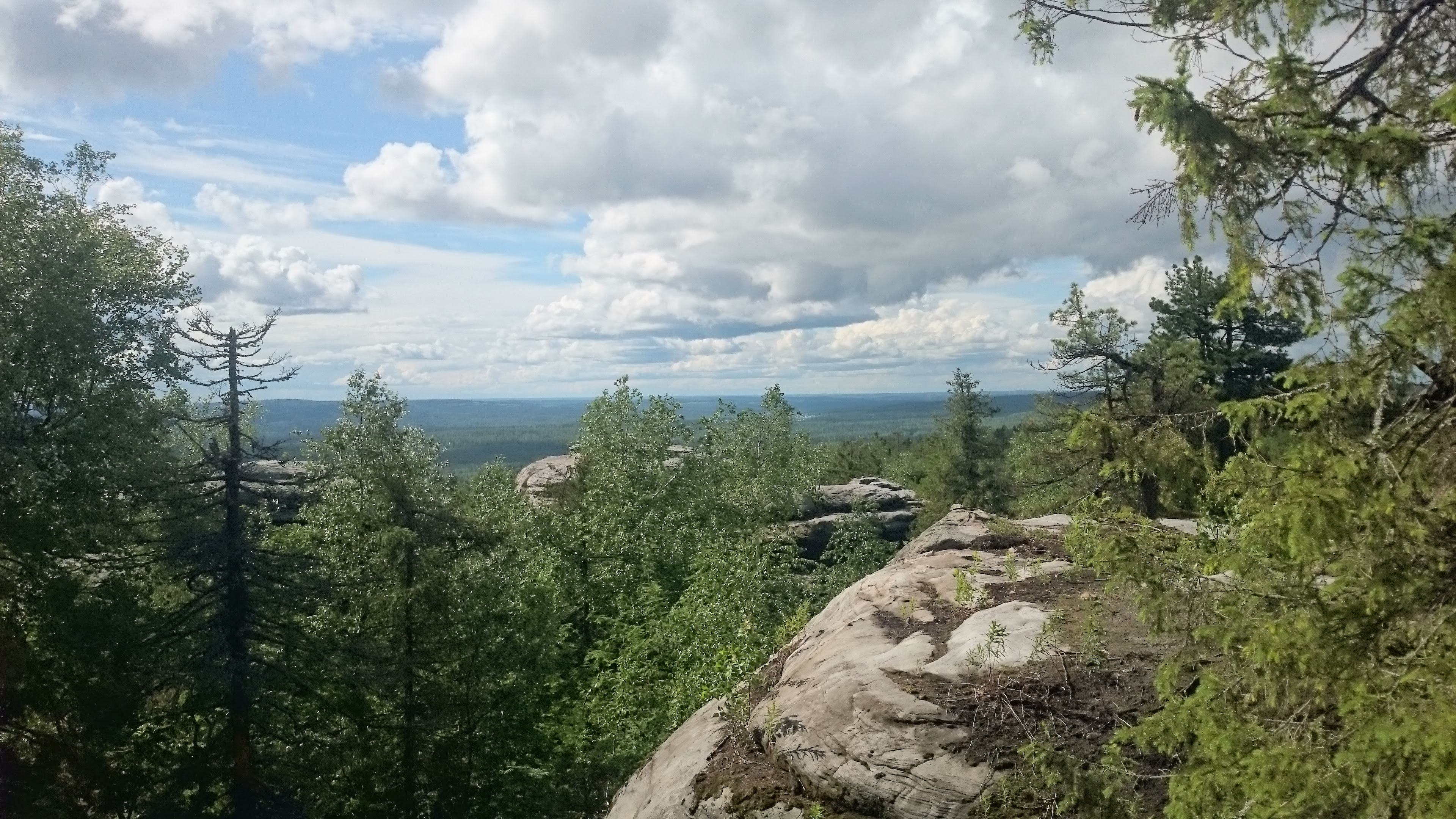
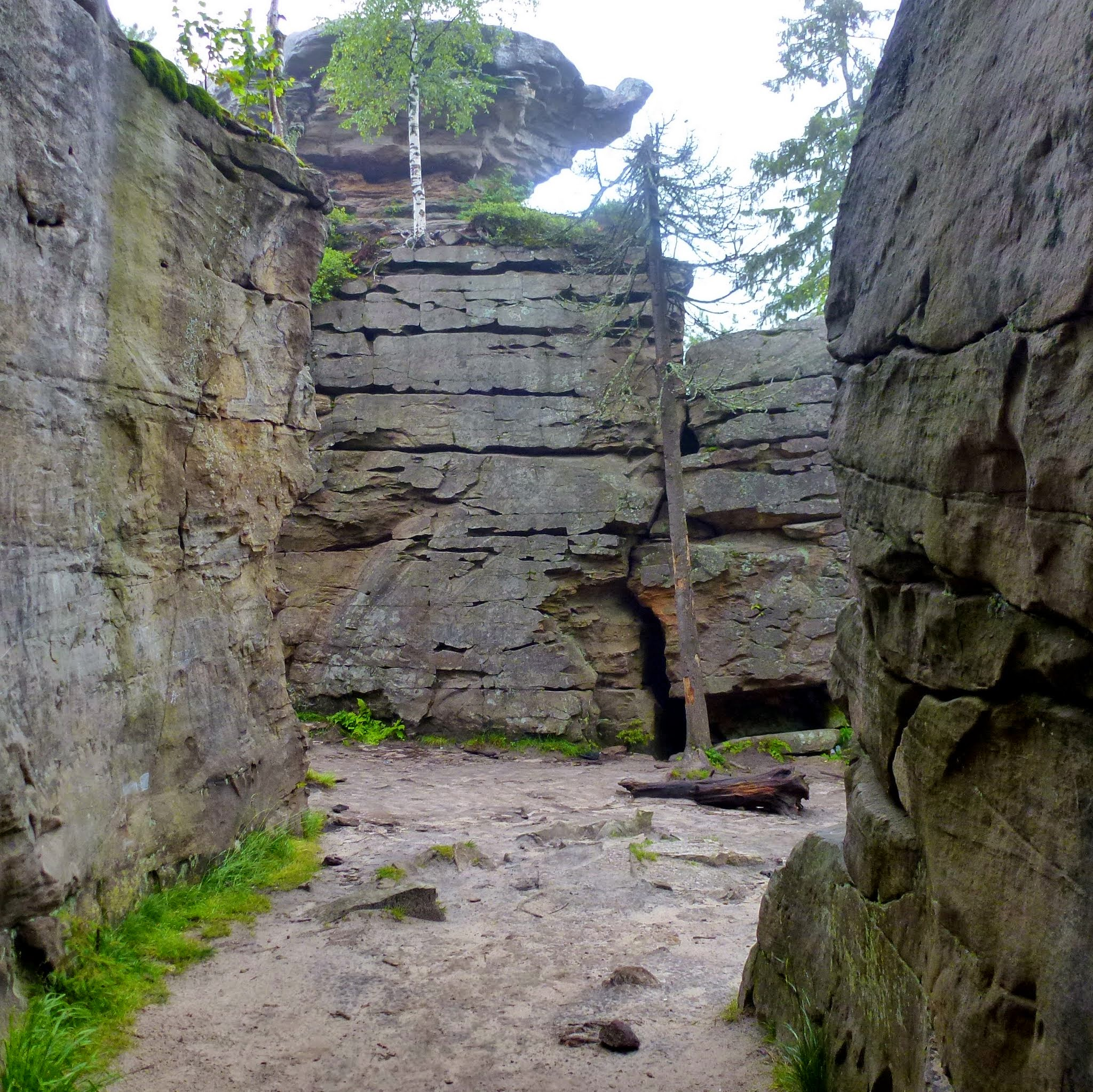
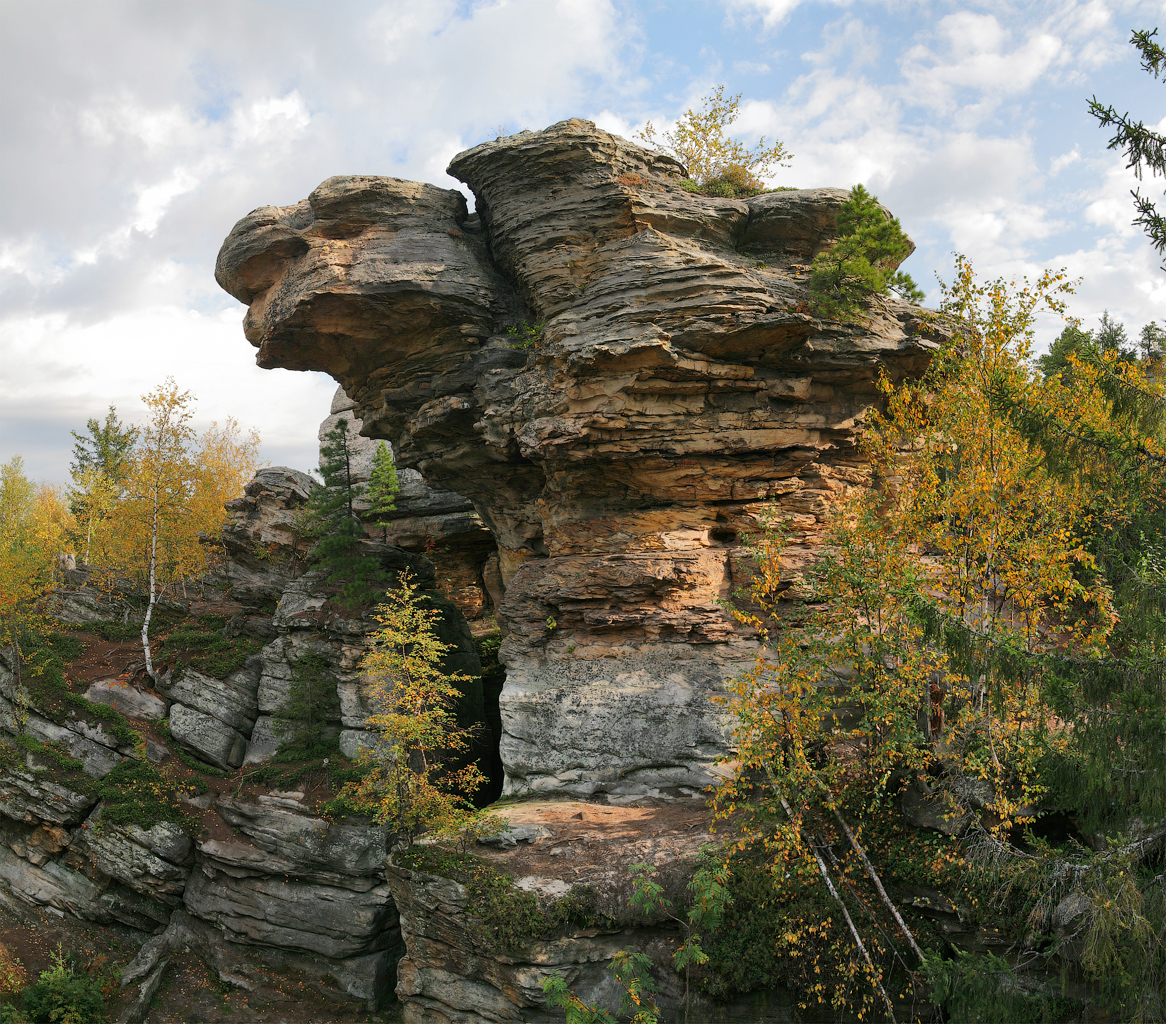
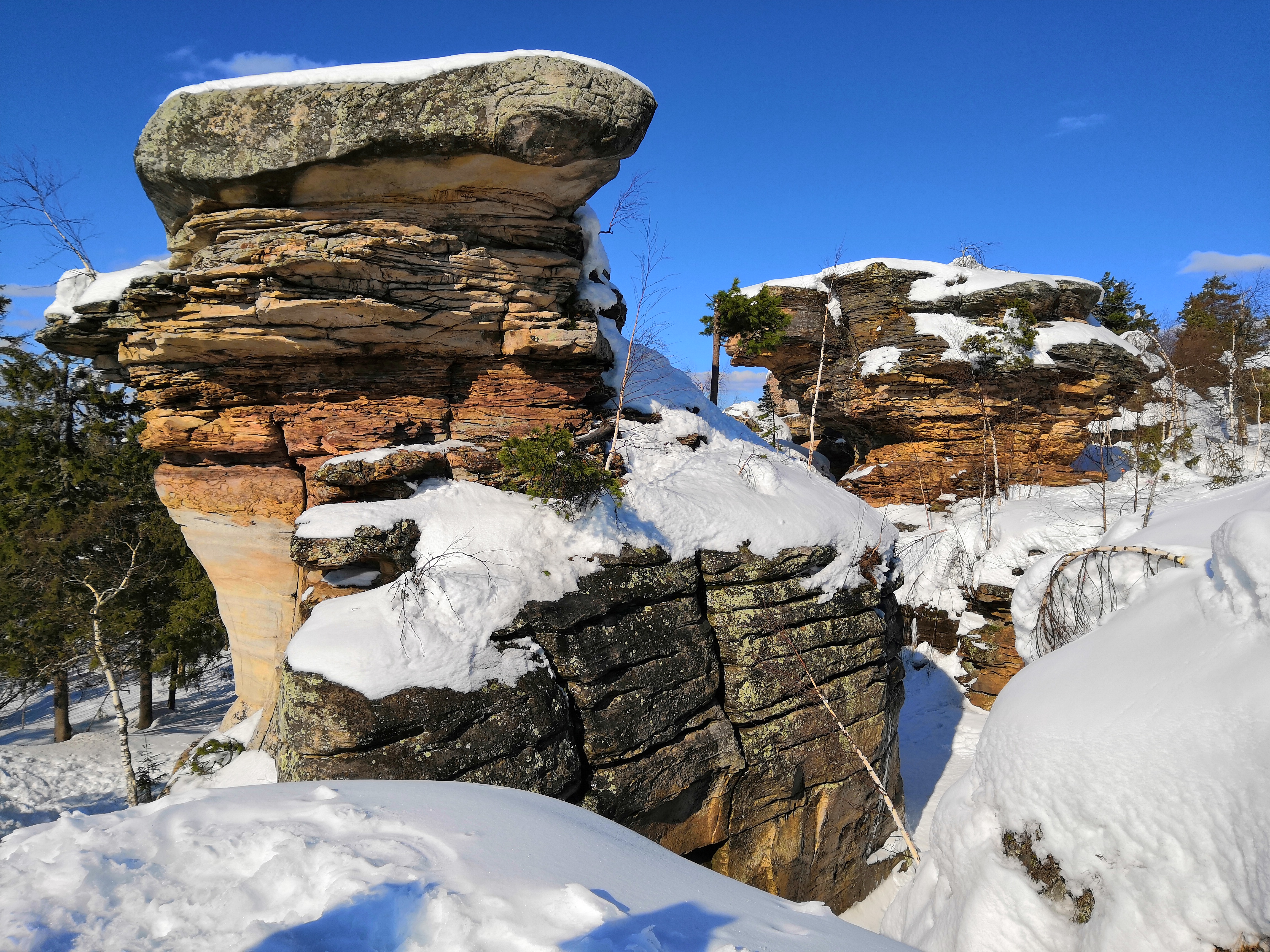